# Cleveland, Queensland
Cleveland är en förort till Brisbane i Australien. Den ligger i kommunen Redland och delstaten Queensland, omkring 24 kilometer öster om centrala Brisbane. Antalet invånare är 13 776.
Genomsnittlig årsnederbörd är 1 424 millimeter. Den regnigaste månaden är januari, med i genomsnitt 275 mm nederbörd, och den torraste är oktober, med 21 mm nederbörd.